# Диви тръстики
„Диви тръстики“ (на френски: Les Roseaux sauvages) е френски филм от 1994 година, драма на режисьора Андре Тешине по негов сценарий в съавторство с Оливие Масар и Жил Торан.
Действието се развива във френската провинция по време на Алжирската война, а в центъра на сюжета са взаимоотношенията между трима ученици в местен интернат – младеж, постепенно осъзнаващ своята хомосексуалност, син на италиански имигранти, който губи брат си във войната, и бежанец от Алжир – и дъщерята на тяхна учителка, ентусиазирана комунистка. Главните роли се изпълняват от Гаел Морел, Елоди Буше, Стефан Ридо, Фредерик Горни.
„Диви тръстики“ печели четири награди „Сезар“ – за най-добър филм, режисура, сценарий и начинаеща актриса – и е номиниран в четири други категории.